# Ronald Zehrfeld
Ronald Zehrfeld, född 15 januari 1977 i Östberlin, är en tysk skådespelare
Ronald Zehrfeld växte upp i stadsdelen Schöneweide i Östberlin. Hans föräldrar arbetade på flygbolaget Interflug. Han valdes ut till en karriär som judoka och antogs till Kinder- und Jugendsportschule i Hohenschönhausen. Hans största framgång blev när han elva år gammal blev östtysk ungdomsmästare. Efter Tysklands återförening togs han inte med i det nya judolandslaget och slutade med sporten. Han tog studenten 1996 och gjorde sedan civiltjänstgöring och studerade germanistik och politik på Humboldtuniversitetet. Han deltog i en teaterworkshop och började intressera sig för skådespeleri och började på Hochschule für Schauspielkunst Ernst Busch i Berlin.
Han har sedan verkat vid teatern och medverkat i flera filmer och TV-serier, bland annat Christian Petzolds Barbara och Weissensee. Han har även medverkat i TV-dramat Tannbach – ett krigsöde, 4 Blocks, Den tysta revolutionen, Petzolds Phoenix och Babylon Berlin.